# Балашша, Йожеф
Йожеф Балашша (венг. Balassa József; 1864—1945) — венгерский лингвист, филолог и педагог.

## Биография
Иосиф Баласса родился 11 февраля 1864 года в городе Байя. Окончил философский факультет Будапештского университета.
В 1886 году в Будапеште опубликовал на венгерском языке свой выдающийся труд «Элементы фонетики» (венг. A phonetika elemei). Отдельные его статьи, посвященные тому же вопросу, изданы Королевской венгерской академией наук.
В 1928 году он был приглашён правительством в состав венгерской делегации, чтобы открыть памятник венгерскому государственномй деятелю Лайошу Кошуту в Нью-Йорке, где представлял венгерское масонство.
Совместно с Жигмондом Шимоньи составил венгерско-немецкий словарь. В 1920 г. стал его преемником на посту главного редактора журнала Magyar Nyelvőr («Венгерский язык»).
Среди других известных работ учёного: «Классификация и характеристика венгерских наречий» (на венгерском языке, 1891); «Ungarische Phonetik und Formenlehre» (1895, удостоена премии); «Deutschungarisches Wörterbuch» (1899); «Die ungarische Sprache» (1899), «Magyar fonetika» (1904), «A szabadkőművesség története» (1922), «Helyes magyarság» (1926), «Az egységes magyar helyesírás szótára és szabályai» (1929), «Kossuth Amerikában» (1931), «A magyar nyelv életrajza» (1937), «A nyelvek élete» (1938), «A magyar nyelv szótára I—II.» (1940), «A Magyar Nyelvőr története» (1872—1940) (1941), «A magyar nyelv könyve» (1943, oroszul 1951).
Умер 26 февраля 1945 года в Будапеште.